# برنارد کراوچیک
برنارد کراوچیک (لهستانی: Bernard Krawczyk؛ زادهٔ ۲۰ مه ۱۹۳۱–۱۱ اوت ۲۰۱۸) بازیگر اهل لهستان بود.
از فیلم‌ها یا مجموعه‌های تلویزیونی که وی در آن‌ها نقش داشته‌است، می‌توان به مروارید دیهیم، کارآگاهان جنایی، خانه و نمک زمین سیاه اشاره نمود.